# Dolní Sněžná
Dolní Sněžná (německy Unter Schneedorf) je zaniklá osada ležící v katastrálním území osady Horní Sněžná a patřící k městu Volary v okrese Prachatice. Náleží do CHKO Šumava.

## Geografie
Dolní Sněžná se nachází 5 km východně od Volar, v Želnavské hornatině mezi vrcholy Větrný (1053 m n. m.), ostrohem Nad kapličkou (878 m n. m.) a severně od vrcholů Na skále (1012 m n. m.) a Doupná hora (tři vrcholy: 1030 m n. m., 1049 m n. m. a 1052 m n. m.), v nadmořské výšce 930 m.
Východně od osady pramení Sněžný potok.
Mezi sousední sídla patří Svatá Magdaléna na severu, Zbytiny, Mošna a Koryto na severovýchodě, Spálenec na východě, Mlýnský Kout, Arnoštov, Dvojdomí a Sedmidomí na jihovýchodě, Čtyři Domy a Horní Sněžná na jihu, Chlum a Planerův Dvůr na jihozápadě, Volary na západě, a Myslivny, Mlynařovická myslivna a Chalupy na Blatech na severozápadě.

## Historie
Dolní Sněžná byla pravděpodobně založena v první polovině 17. století, kdy náležela ke klášteru Zlatá Koruna. První písemná zmínka o osadě pochází z roku 1654 v berní rule. Spolu s dalšími klášterními statky roku 1785 ves přešla v důsledku zrušení kláštera do majetku knížete Schwarzenberga a tvořila část panství Krumlov.
V roce 1840 ves sestávala z 31 domů s 223 německými obyvateli a patřila k farnosti Zbytiny. Až do poloviny 19. století zůstala podřízená Krumlovu.
Po zrušení panství spadala Dolní Sněžná od roku 1849 pod Horní Sněžnou, od roku 1868 pak patřila k okresu Prachatice. V roce 1869 ves měla 34 domů a 196 obyvatel. Od 3. ledna 1874 byla Dolní Sněžná přiřazena k nově vzniklému soudnímu okrsku Volary. Proti tomu namířenou petici zástupce Johanna Andexingera a některých obyvatel český parlament na svém zasedání dne 14. října 1874 zamítl pro nedostatek odůvodnění a formální nedostatky, neboť petice nebyla podána vedením komunity.
V roce 1910 žilo v 34 domech Dolní Sněžné 169 lidí. V roce 1921 obec tvořilo 35 domů s 201 obyvateli, v roce 1930 žilo 183 lidí v 37 domech. Roku 1924 byl představen český název místa - Dolní Sněžná. V říjnu 1938 byla obec připojena k Německé říši v důsledku mnichovské dohody a až do roku 1945 byla součástí okresu Prachatice. Po skončení druhé světové války se Dolní Sněžná vrátila do Československa a německo-česká populace byla do roku 1946 vyhnána v důsledku Benešových dekretů. V říjnu 1946 byli vysídleni poslední Němci, sociálnědemokratická rodina Guschlbauer.
Znovuosídlování obce Čechy nebylo úspěšné – v roce 1950 žili v 34 domech Dolní Sněžné jen dva lidé. V roce 1948 byla ves přičleněna ke Chlumu, v roce 1960 pak byly zbourány téměř všechny domy. Při sčítání lidu z roku 1970 už Dolní Sněžná neměla žádné stálé obyvatele. Dnes k Dolní Sněžné patří dva domy, ale existují plány na znovuosídlení místa.[zdroj⁠?!]

## Současnost
Osada s rekreačními objekty nyní patří k Volarům a je součástí katastrálního území Horní Sněžné.

## Pamětihodnosti
- Boží muka u pramene u cesty na Horní Sněžnou
- Výklenková kaplička u jednoho ze stávajících domů
- Národní přírodní památka Blanice, východně od vsi podél Sněžného potoka
- Národní přírodní památka Prameniště Blanice, jihovýchodně od Dolní Sněžné

## Galerie

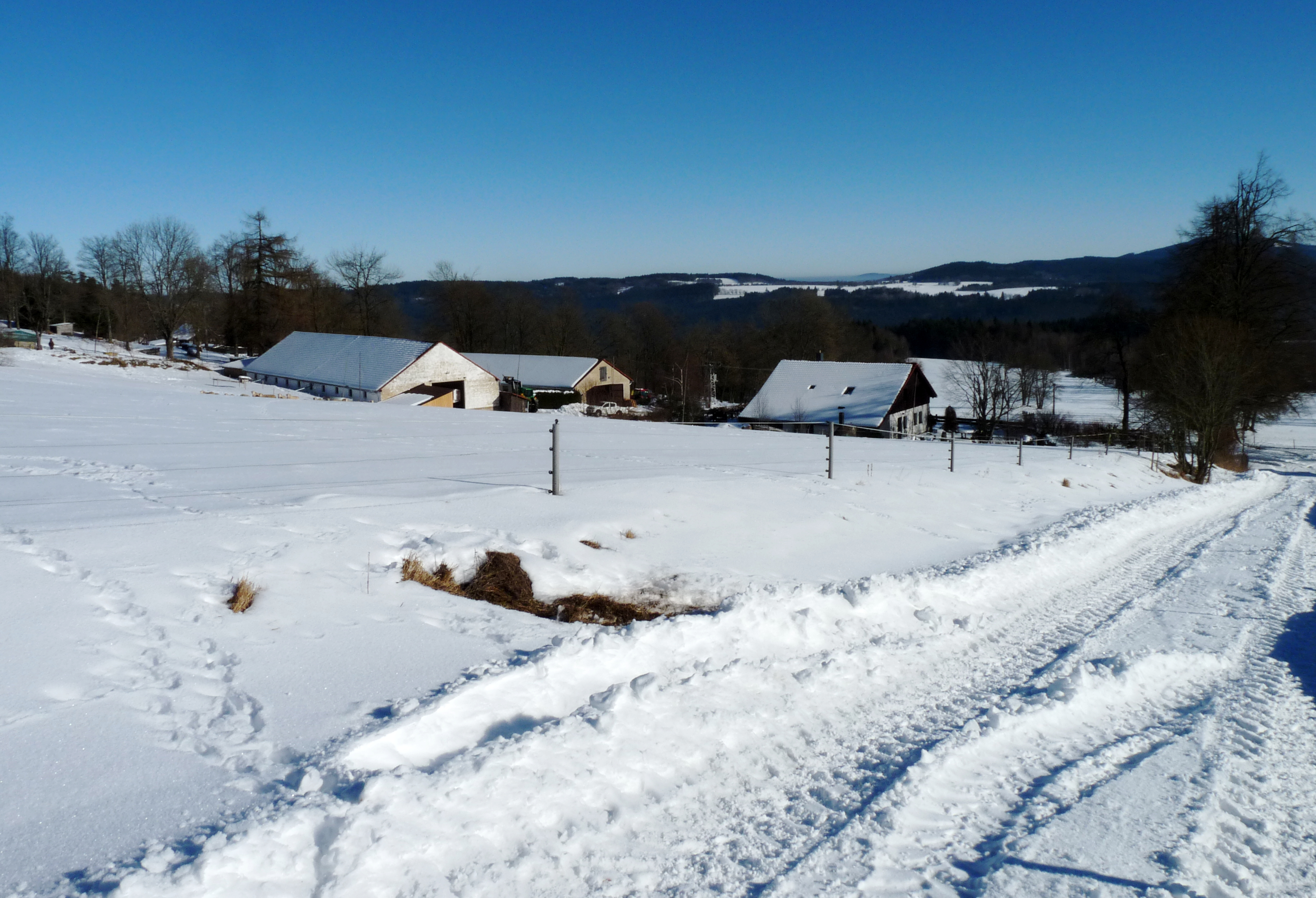
Pohled na ves ze severu
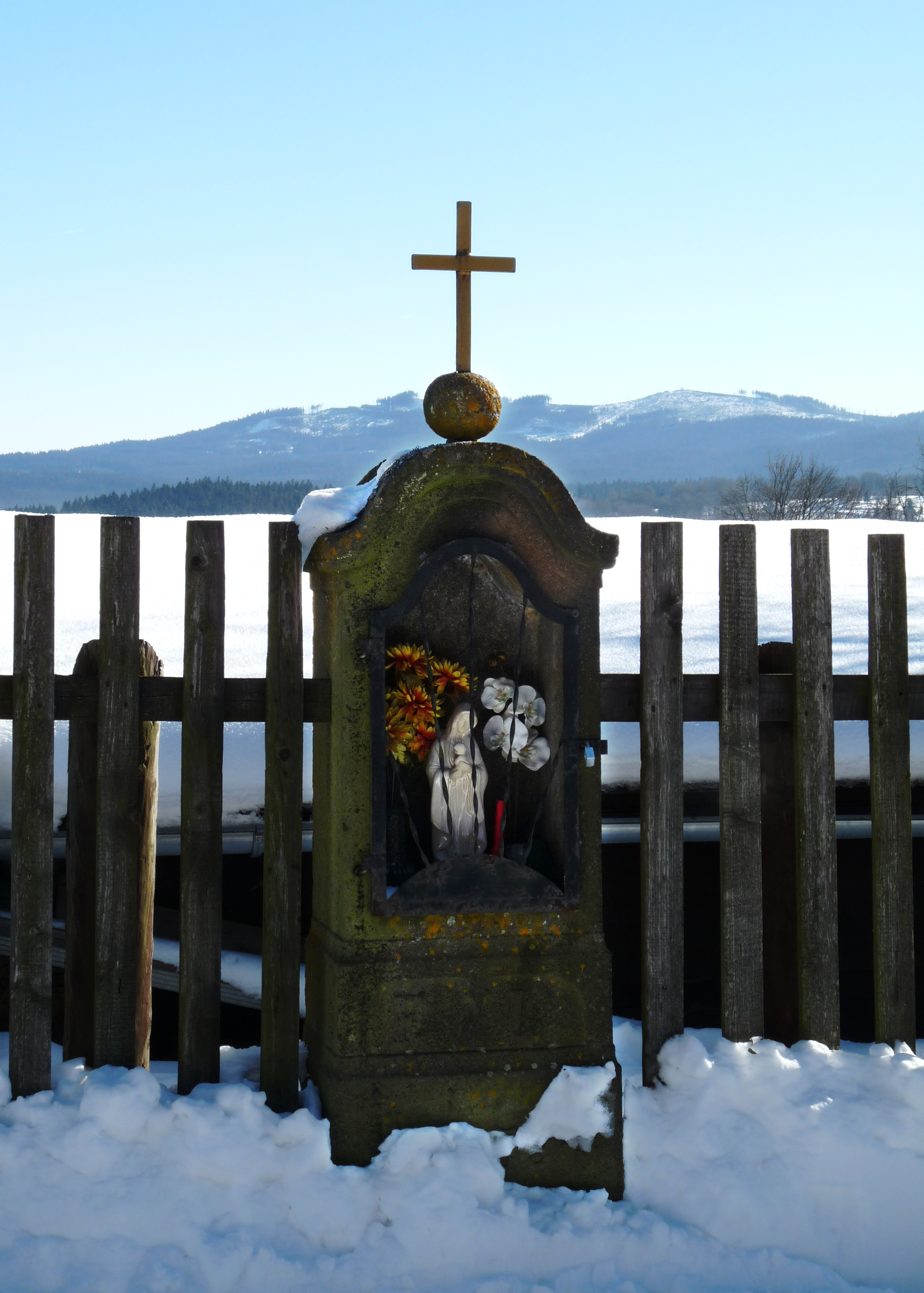
Výklenková kaplička v Dolní Sněžné
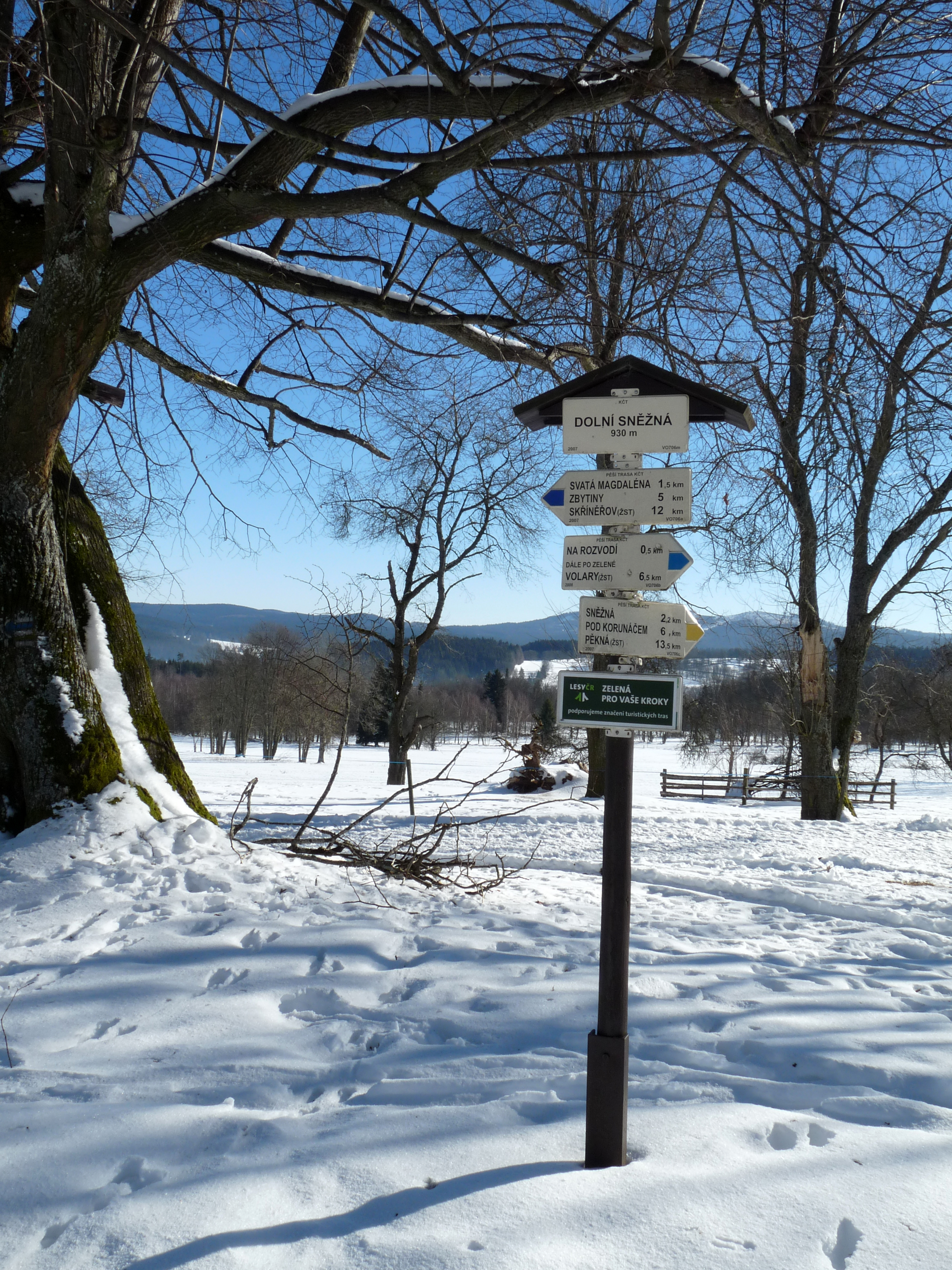
Rozcestník turistických tras Dolní Sněžná
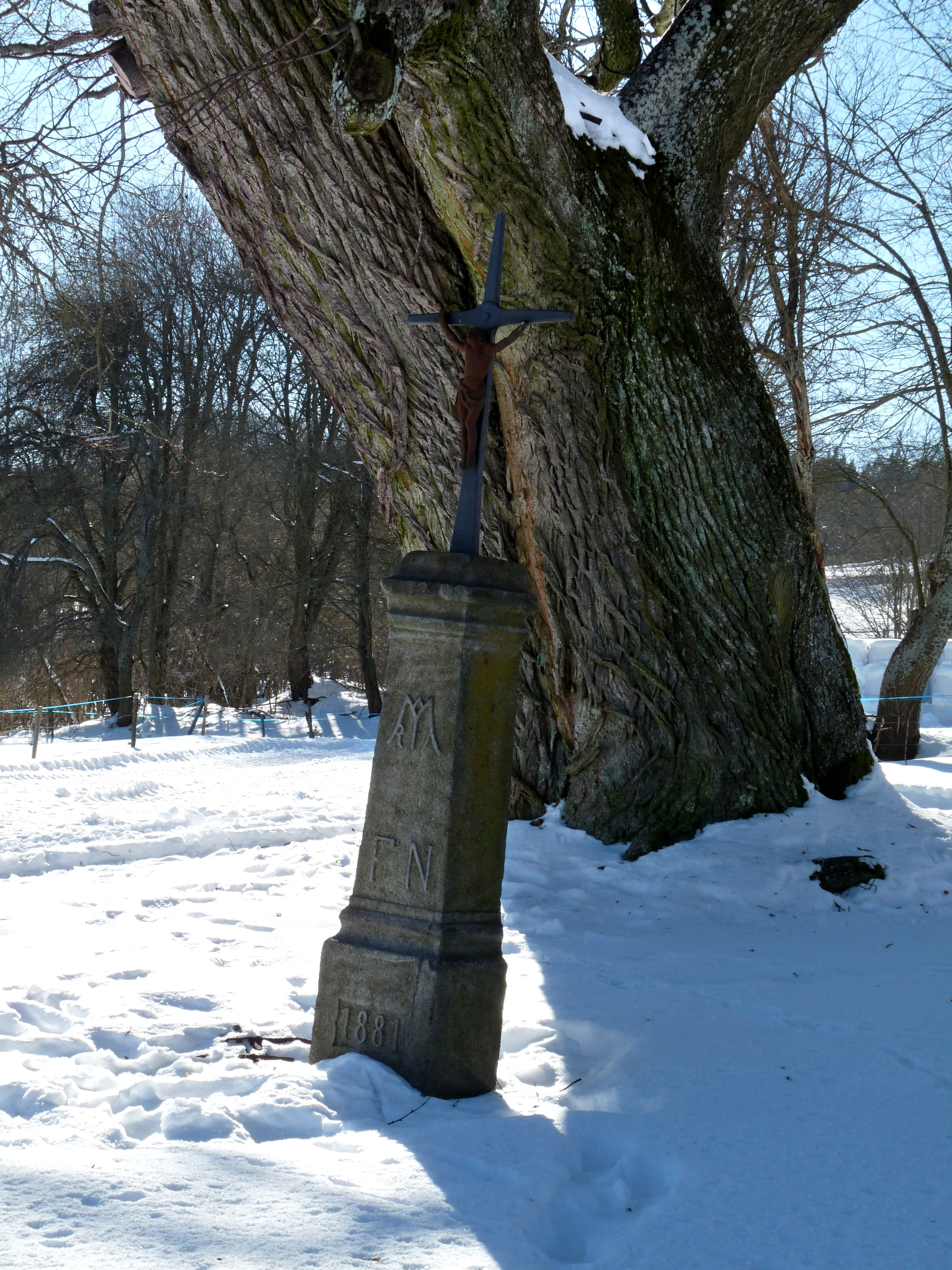
Křížek u cesty